# Висла (пароход)
«Висла» — вооружённый пароход Варшавской флотилии Российской империи.

## Описание парохода
Колёсный пароход водоизмещением 50 тонн. Длина парохода составляла 39,62 метра, ширина — 3,73 метра, осадка — 0,58 метра. На пароходе была установлена паровая машина мощностью 50 номинальных л. с. Вооружение судна состояло из одного 24-фунтового орудия и двух 1-фунтовых пушек на вертлюгах, установленных в носовой и кормовой частях.
В трюмах парохода вдоль бортов были установлены откидные решетчатые скамейки, позволявшие во время боя стрелкам, стоя на них, вести огонь из удобного положения, находясь под защитой железного фальшборта. Широкие люки парохода во время дождя закрывались специальным тентовым устройством. Для охраны парохода и конвоирования арестантов на «Вислу» из Царскосельского стрелкового батальона постоянно назначался один офицер, один унтер-офицер и от 15 до 20 рядовых.

## История службы
Пароход «Висла» был куплен в Пруссии для нужд Варшавской флотилии России и 17 апреля 1863 года по Висле приведен из Данцига в Варшаву. Первым командиром судна был назначен лейтенант Невахович.
24 апреля пароход был направлен в Новогеоргиевск, откуда привел в Варшаву баржу с оружием. А 27 и 28 апреля вместе с баржей было перевезено 32,8 тонны военных грузов. До 12 мая пароход совершил пять рейсов между Новогеоргиевском и Торном, в это время на судне перевозили оружие, порох, заряды, снаряды и прочие грузы. Для охраны парохода был назначен офицер с 20-ю стрелками лейб-гвардии Царскосельского стрелкового батальона. 2 мая пароход буксировал и конвоировал из Торна три берлинки с военным грузом. 12 мая пароход вышел из Варшавы для буксировки из крепости Торн баржи с грузом, но, пройдя расстояние в 25 верст от Новогеоргиевской крепости, ударился о корчи недалеко от Выхудской Кемпы. Получив подводные пробоины, в том числе и пробоину под паровой машиной по килю в 5,49 метра, быстро сел носом на грунт и затонул. Пассажиры и груз не пострадали и на наёмных лодках были отправлены в Плоцк и далее во Влоцлавек на барже.
Для подъема «Вислы» были наняты и поставлены по бортам затонувшего парохода два частных грузовых судна. При этом распространились слухи о том, что до 5 тысяч повстанцев двинулись для уничтожения парохода, поэтому для проведения работ по подъёму судна и организации их защиты было стянуто значительное количество войск. Помимо команды парохода, в спасательных работах принимали участие 17 солдат лейб-гвардии Царскосельского батальона, две роты понтонного парка, две роты 3-го саперного батальона, два полевых орудия и 50 казаков. Часть личного состава непосредственно принимала участие в подъемных работах, а остальные были задействованы для организации обороны парохода. Также при необходимости в Новогеоргиевске находился в готовности 3-й понтонный парк. Пароход был поднят 27 мая и, после заделки пробоин и откачки воды, доставлен к пароходному заводу графа А. А. Замойского на буксире, где 1 июня вытащен на стапель и поставлен на ремонт. Несмотря на то, что ремонт потребовал снятия паровой машины, работы были закончены на три дня раньше контрактного срока и 22 июня судно вступило в строй.
25 июня командиром парохода был назначен лейтенант П. Д. Клокачев, а временным механиком — инженер-механик Андреев. 15 августа совместно с двумя канонерскими лодками пароход пришёл в Варшаву и стал для охраны плавучего моста от возможных диверсий. При этом через сутки была пресечена попытка поджога и задержан злоумышленник с горючими материалами. 21 августа пароход осуществлял перевозку военных грузов из Варшавы в Новогеоргиевск и обратно. В октябре трижды буксировал в Новогеоргиевск баржу с грузами. Кроме того дважды ходил в Пруссию, откуда на трех баржах привез 90,2 тонны бомб, гранат и картечи. 15 октября командиром парохода был назначен лейтенант Н. А. Селиванов. И уже 31 октября пароход с новой командой на борту отправился в Новогеоргиевск за баржами с грузом. 
18 февраля 1864 года на пароходе и барже началась перевозка артиллерийских и инженерных грузов по крепостям. В апреле на смену заболевшему лейтенанту Н. А. Селиванову прибыл лейтенант И. В. Небольсин 2-й. С апреля по июль на пароходах и баржах флотилии было перевезено 492 тонн грузов и более 82 тонн пороха. Во время устранения флотилии из всех пароходов было принято решение для службы в Царстве Польском оставить только «Вислу». При этом на капитана парохода лейтенанта барона Бойе 2-го, прибывшего 13 ноября из Кронштадта, была также возложена ответственность за сохранность двух других пароходов «Буг» и «Нарев». В 1865 году пароход был вооружён одной 1-фунтовой пушкой и пятью боевыми ракетами со станками. В этом и следующем годах судно находилось в Варшаве, где большую часть времени стояло у пристани, выполняя иногда разовые поручения командования округа. Летом совершал несколько практических рейсов из Варшавы до Новогеоргиевска.
25 января 1867 года Варшавская флотилия «за ненадобностью» была окончательно упразднена. 12 июля поступило распоряжение о подготовке парохода к торгам, а 13 сентября (по другим данным 4 октября) пароход «Висла» был продан с публичного торга купцу Айзенбергу.

## Командиры парохода
Командирами парохода «Висла» в составе Российского императорского флота в разное время служили:
- лейтенант Н. А. Невахович (до 25 июня (7 июля) 1863 года)[4];
- лейтенант П. Д. Клокачев (с 25 июня (7 июля) 1863 года до 15 (27) октября 1863 года)[5];
- лейтенант Н. А. Селиванов (с 15 (27) октября 1863 года до апреля 1864 года)[6];
- лейтенант И. В. Небольсин (с апреля 1864 года)[7];
- лейтенант барон Е. А. Бойе (c 1865 года)[8].